# Opaka Duża
Opaka Duża – wieś w Polsce położona w województwie podlaskim, w powiecie hajnowskim, w gminie Czeremcha. Leży przy samej granicy z Białorusią.
Wieś magnacka położona była w końcu XVIII wieku w powiecie brzeskolitewskim województwa brzeskolitewskiego. W latach 1975–1998 miejscowość administracyjnie należała do województwa białostockiego.

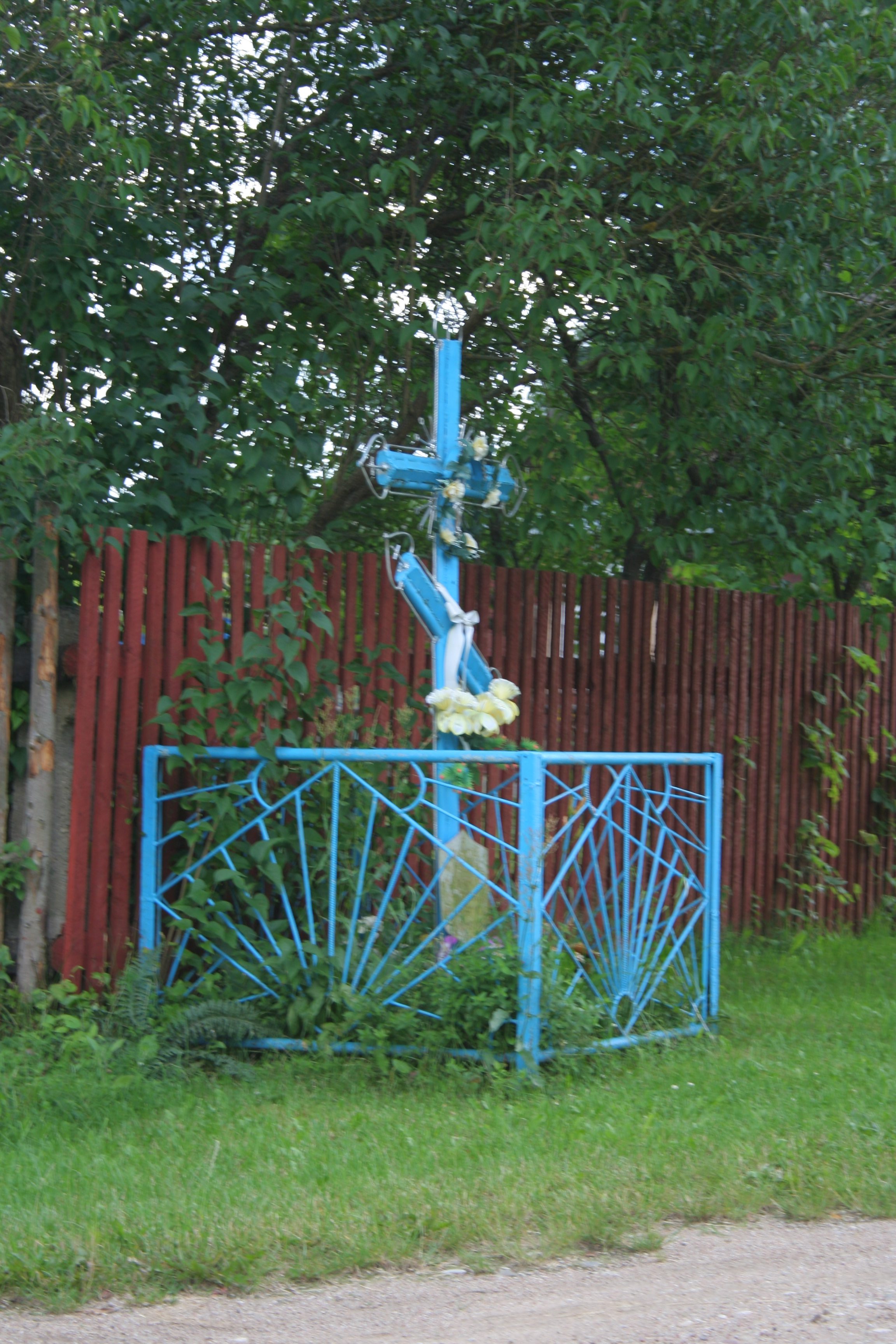
Prawosławny krzyż wotywny

We wsi znajduje się prawosławna cerkiew filialna Narodzenia Przenajświętszej Bogurodzicy (należąca do parafii w Werstoku) oraz prawosławny cmentarz.
Prawosławni mieszkańcy wsi należą do parafii Podwyższenia Krzyża Pańskiego w Werstoku, a
wierni kościoła rzymskokatolickiego – do parafii Najświętszej Maryi Panny Królowej Polski w Czeremsze.